# 和緯路
和緯路為臺南市的東西向主要道路之一。東起北門路二段與臺鐵縱貫線之間巷內，西邊末端接民權路四段，全長約5.4公里，共分五段，臺南市道路編號18。

## 歷史
2015年和緯路二、三段拓寬工程，從西門路四段至文賢二街之間總長度1,100多公尺。
2018年7月9日，時任立委黃偉哲爭取將和緯路五段由現行終點華平路口延伸至安平區，工務局表示已向內政部營建署爭取納入生活圈建設計畫補助，延伸道路全長約1公里、寬度30公尺、經費約3.5億元，但此段仍需進行土地徵收。工務局著手辦理用地取得及規劃設計後，成功爭取內政部營建署補助4.3億經費，2019年底完成設計，2020年初發包施工，2023年9月28日通車。

## 行經行政區域
- 北區
- 中西區
- 安平區

## 分段
- 一段：北門路－公園路
- 二段：公園路－海安路
- 三段：海安路－文賢路
- 四段：文賢路－中華北路
- 五段：中華北路－民權路

## 沿途設施
- 一段：
  - 成功國中人行陸橋（成功人行天橋）（連結開元地區、臺南市北區開元國民小學）
  - 台南市公共自行車-YouBike2.0成功國中
  - 臺南市立成功國民中學（页面存档备份，存于）
  - 大仁社區活動中心
  - 大道六路外停車場
  - 九六新村路外停車場
  - 大光里活動中心
  - 延平公園
  - 臺南市立延平國民中學（页面存档备份，存于）
  - 台南市公共自行車-YouBike2.0延平國中
- 二段：
  - 小北成功夜市
  - 全聯福利中心台南和緯店
  - 啄木鳥藥局台南和緯店
  - 康是美台南和緯店
  - 小北百貨台南和緯店
- 三段：
  - 花園夜市
  - 台南市公共自行車-YouBike2.0花園夜市
  - 文元文成元美里聯合活動中心
  - 臺南市政府警察局第五分局暨和緯派出所
- 四段：
  - 好市多台南店[3]
  - 大豐里活動中心
  - 大豐公園
  - 大豐公園停車場
  - 台南市公共自行車-YouBike2.0大豐公園
  - 和緯黃昏市場
  - 寶雅生活館台南和緯店
- 五段：
  - ZEELAND-MARK湖美商場
  - 全聯福利中心台南湖美店
  - 台南市公共自行車-YouBike2.0和緯西賢
  - 台灣中油安平古堡站

## 本路段客運
- 市區公車[4]

| 編號 | 路線                                                    | 本路段公車站                     |
| ---- | ------------------------------------------------------- | -------------------------------- |
| 0左  | 臺南火車站（北站）－臺南火車站（北站） （逆時針循環線） | 和緯育德路口－花園夜市（和緯路） |
| 0右  | 臺南火車站（南站）－臺南火車站（南站） （順時針循環線） | 花園夜市（和緯路）－和緯育德路口 |
| 10   | 臺南轉運站－鹿耳門天后宮                                | 賢北國小－和緯路四段             |
| 11   | 大成路口－城西里                                        | 和緯育德路口－花園夜市（和緯路） |
| 18   | 國民路／西門健康立體停車場－和順轉運站                  | 和緯路一段－成功國中             |